# C-Sopransaxophon
Das C-Sopransaxophon ist ein Saxophon, das dem B-Sopransaxophon sehr ähnlich ist. Zwischen den beiden Saxophonen besteht der Unterschied, dass das C-Sopransaxophon, wie das C-Melody-Saxophon, kein transponierendes Instrument ist, da das C-Sopransaxophon einen Ganztonschritt höher als das B-Sopransaxophon gestimmt ist. Deshalb können damit direkt Noten für z. B. Querflöte oder Oboe gespielt werden, solange diese zum Tonumfang passen.
Zu Beginn des 20. Jahrhunderts wurde das C-Sopransaxophon als Alternativinstrument für Oboenstimmen verkauft. C-Sopransaxophone können leicht mit B-Sopransaxophonen verwechselt werden, da diese nur ca. 3 cm länger sind. C-Sopransaxophone wurden von den gleichen Firmen produziert wie C-Melody-Saxophone, also z. B. Conn. Der Produktionszeitraum fällt ebenfalls mit dem der C-Melody-Saxophonezusammen, also von 1919 bis 1929. Seit etwa 2008 werden von Aquilasax wieder C-Sopransaxophone hergestellt.

## Mundstücke
Spezielle C-Sopransaxophonmundstücke sind relativ selten. Ersatzweise kann ein B-Sopransaxophonmundstück verwendet werden, was aber zu Intonationsproblemen führen kann.

## Verwendung
Richard Strauss setzte in seiner Sinfonia domestica unter anderem ein C-Sopransaxophon ein.